# Onmogelijke figuur
Onmogelijke figuren zijn figuren, getekend of op een andere manier weergegeven in twee dimensies, die onmogelijk in drie dimensies kunnen bestaan. Ze zijn een vorm van gezichtsbedrog. De figuur suggereert een onmogelijke toedracht, althans voor wie klakkeloos een driedimensionale interpretatie geeft aan de tweedimensionale versie. Typisch aan deze figuren is dat men nergens een detail kan aanwijzen dat fout is en toch kan de totaliteit in de echte wereld niet bestaan.
De driehoek van Penrose, een onmogelijke kubus, de oneindige trap en de blivet, hieronder afgebeeld, zijn voorbeelden van onmogelijke figuren. De graficus Maurits Cornelis Escher (1898-1972) heeft veelvuldig onmogelijke figuren in zijn werk getekend.

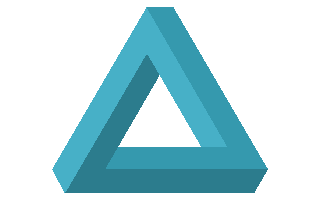
Driehoek van Penrose
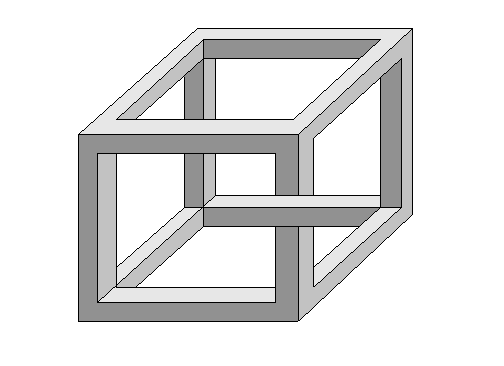
Onmogelijke kubus
Oneindige trap
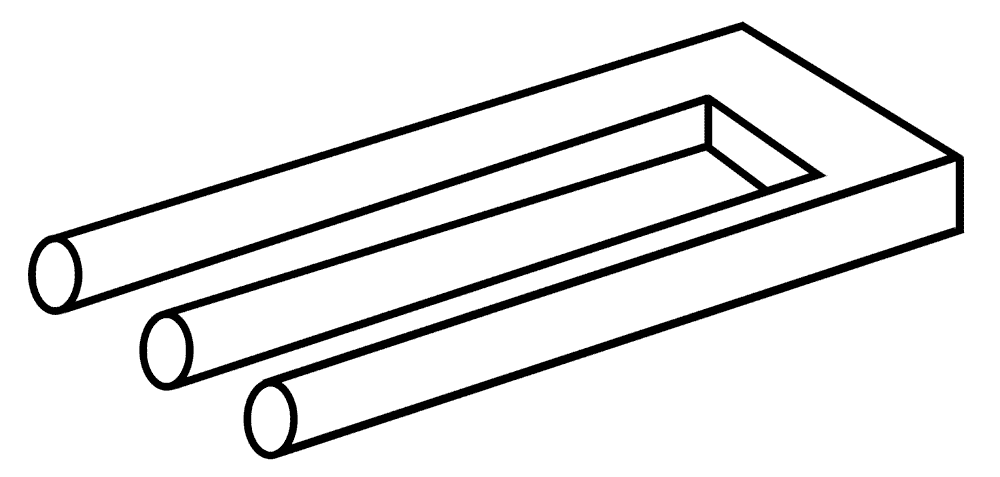
Blivet

## Websites
- Allerlei soorten onmogelijke afbeeldingen